# 内村莉彩
内村 莉彩（うちむら りさ、2000年6月20日 - ）は、日本の元女性アイドル。SUPER☆GiRLSの元メンバー。
宮崎県出身。愛称は、りさ。

## 略歴
2012年に実施された『avex アイドルオーディション2012』に合格し、iDOL Streetのデビュー候補生であるストリート生に3期生として加入した。同年6月12日、『SUPER☆GiRLS生誕2周年記念SP & アイドルストリートカーニバル2012』で森岡悠、金浜菜夏美、久保紗彩と共にストリート生内のチームw-Street FUKUOKAメンバーとして初お披露目された。
2012年12月25日、『SUPER☆GiRLS EveryBody JUMP!! 2012 FINAL 〜X'mas Special〜』でiDOL Street第3弾グループGEMのスターティングメンバーに選抜されたことが発表された。以降、GEMの正式メンバーが決定するまでのあいだは、GEMスターティングメンバーとしての活動とストリート生としての活動を並行して行うこととなる。2013年4月には「歌もダンスもできるアイドル、女優」という夢を叶えるために上京し、それにともない同年4月1日付でw-Street FUKUOKAからe-Street TOKYOに移籍した。同年6月11日に開催された『SUPER☆GiRLS 生誕3周年記念SP アイドルストリートカーニバル 日本武道館 〜超絶少女たちの挑戦2013〜』でGEMの正式メンバーが発表されたが、そこに内村の名前はなく、落選となった。
2013年12月22日に開催された『iDOL Street Carnival 2013 WINTER X'mas Special 〜これが私のアイドル道〜』に出演し、2014年2月23日にSUPER☆GiRLSの新メンバーとして加入することが発表された。2014年1月26日開催の『ストリーーーーーグ2 FINAL 閉会式スペシャル』をもってストリート生としての活動を終了し、同年2月23日開催の『SUPER☆GiRLS LIVE 2014 〜超絶革命〜 atパシフィコ横浜国立大ホール』でSUPER☆GiRLSの"第2章"メンバーとして初お披露目された。
2018年10月1日、公式サイト上でSUPER☆GiRLSから卒業することを発表。2019年1月11日開催の『SUPER☆GiRLS 超LIVE 2019 〜新たなる道へ〜』をもって卒業し、同時に芸能界を引退したが「芸能界に戻ってくることについてはすごく前向きに考えているので、まずは勉強をがんばりたいです」とのコメントを残している。

## 人物
SUPER☆GiRLSでのイメージカラー（超絶カラー）はロイヤルブルー。公式ニックネーム「りさ」、キャッチコピーは「アイドル界をどげんかせんといかーん! 常夏マンゴーの国から、スパガにやってきましたー!」だった。
趣味は読書で、好きな作家は乙一、山田悠介、湊かなえ。好きな言葉は、「十人十色」、「ひたむきに」。かつての好きな色は桜色で、w-Street FUKUOKAでのカラーが桜色だった。
家族構成は両親と弟の4人家族。「莉彩」という名前は「自分をいろんな色で彩って輝いて欲しい。誰からも愛される心の優しい女性になってください」という意味を込めて名付けられた。
『avex アイドルオーディション2012』に応募した理由は「オドオドして人に隠れてばかりの自分を変えたいって思ったんです。自信があるから、オーディションを受けたんじゃない。自信を持ちたいから、勇気を出したんです」と述べている。1次書類審査を通過して、2次ブロック予選ではゆずの「夏色」を歌唱、最終選考ではSUPER☆GiRLSの「女子力←パラダイス」を歌唱し、合格した。オーディション以前に歌やダンスの経験はなかったため、お披露目までのレッスンで感じたことを「みんな、とても上手でした。私だけ出来なくて、みじめだったし、心細かったし、不安だったし、焦ったし・・・。こんな気持ちになったのは、初めてでした」と述べている。また、レッスンには宮崎県から福岡県まで高速バスで片道約5時間かけて通っていた。

## 作品

### 参加作品
- ハロ・クリダンス（2017年9月27日、「妖ベックス連合軍」名義） - アニメ「妖怪ウォッチ」エンディングテーマ曲

## 出演

### テレビドラマ
- ラズベリーガール・ラズベリーボーイ（2013年9月28日、TOKYO MXテレビ）

### その他のテレビ番組
- めざましテレビ（2012年12月20日、フジテレビ） - 山手線ガールズとして出演[22]
- コピンクス!（2013年12月17日、静岡朝日テレビ） - レポーター[23]
- 熱唱少女（2017年4月25日、TBSテレビ） - FREETELのインフォマーシャル

### 舞台
- Smile Earth Project Vol.8『ラズベリーガール』（2013年9月19日 - 23日、中野 ザ・ポケット）[24]
- 宮崎理奈プロデュース公演『不思議の国のカンタータ 〜泣き声混じりの空想歌〜』（2017年11月22日 - 26日、新宿村LIVE） - オリヴィア 役（ダブルキャスト）

### イベント
- @JAM THE WORLD 春のジャム祭り！2018（2018年4月15日、新宿ReNY） - MC・ソロ歌唱

### WEB
- キュレーションマガジンantenna「ホンシェルジュ」（2016年4月 - 2019年1月、リグネ） - 連載
- @JAM応援宣言!「@JAM THE WORLD」（2017年6月12日 - 2019年1月7日、SHOWROOM） - レギュラーサポーター
- マヨバカ学園（2018年9月25日・10月2日・11月8日、マシェバラ） - MC